# Крустифікація
Крустифіка́ція (рос. крустификация, англ. crustification, нім. Krustenbildung f) — нарощування концентричних або паралельних мінеральних шарів (кристалічних кірок) на стінках пустот і відкритих тріщин, на поверхні уламків порід у брекчіях, мушлях, мінералах.